# Mazerolles-le-Salin
Mazerolles-le-Salin – miejscowość i gmina we Francji, w regionie Burgundia-Franche-Comté, w departamencie Doubs.
Według danych na rok 1990 gminę zamieszkiwały 133 osoby, a gęstość zaludnienia wynosiła 32 osoby/km² (wśród 1786 gmin Franche-Comté Mazerolles-le-Salin plasuje się na 610. miejscu pod względem liczby ludności, natomiast pod względem powierzchni na miejscu 871.).